# Flüchtlingslager Nuseirat
Das Flüchtlingslager Nuseirat (arabisch مخيّم النصيرات, DMG Muḫayyam an-Nuṣayrāt) ist ein Flüchtlingslager bzw. eine Siedlung innerhalb des Gouvernements Dair al-Balah der Palästinensischen Autonomiebehörde bzw. des Staates Palästina. Nach Angaben des Palästinensischen Zentralbüros für Statistik hatte das Flüchtlingslager zur Jahresmitte 2017 31.747 Einwohner. Bis 2020 stieg diese Zahl auf 34.194 Einwohner. In der gesamten Siedlung Nuseirat leben ca. 93.000 Menschen.
Das Nuseirat-Lager wurde nach dem lokalen Nuseirat-Stamm benannt, der Teil der größeren Hanajira-Konföderation ist und das Gebiet zwischen Dair al-Balah und Gaza historisch dominierte. Der Vorläufer des Flüchtlingslagers war ein britisches Gefangenenlager (detention camp), in dem unter anderem 1944 sephardische Juden untergebracht waren, die mit Unterstützung Spaniens aus dem KZ Bergen-Belsen befreit worden waren.
Im Verlauf des Palästinakriegs ließen sich rund 16.000 Flüchtlinge auf dem Gelände eines ehemaligen britischen Militärgefängnisses nieder, von denen die meisten aus den südlichen Gebieten Palästinas wie Beerscheba und der Küstenebene kamen. Sie wurden dann die Bewohner des von der UNRWA errichteten und betreuten Flüchtlingslagers.
Die Blockade von Gaza durch Israel hat den meisten Flüchtlingen in dem von hoher Arbeitslosigkeit und Armut geprägten Lager das Leben immer schwerer gemacht. Weitere Probleme sind kontaminiertes Wasser und häufige Stromausfälle. Für die Versorgung mit Lebensmitteln ist das Lager auf Hilfslieferungen des Hilfswerks der Vereinten Nationen für Palästina-Flüchtlinge im Nahen Osten abhängig.
Am 2. Mai 2018 wurde durch Katars Botschafter für Gaza, Mohammed Al Emadi, die Große Nuseirat-Moschee eröffnet. Am 18. Oktober 2023 wurde dem Palestine Chronicle zufolge die Moschee während israelischer Luftangriffe bombardiert und zerstört.
Am 15. November 2023 wurden nach Angaben palästinensischer Medien bei israelischen Luftangriffen in der malaysischen Schule im Nuseirat-Flüchtlingslager drei Menschen getötet.
Am 8. Juni 2024 befreite die israelische Armee vier Geiseln, die von der Hamas in Nuseirat gefangen gehalten worden waren. Laut Angaben des von der Hamas kontrollierten Gesundheitsministeriums in Gaza wurden bei der Aktion mindestens 274 Palästinenser getötet; die israelischen Streitkräfte sprachen von weniger als 100 Toten.

## Einwohnerentwicklung
| Zensusjahr | Einwohnerzahl |
| ---------- | ------------- |
| 2007       | 28.093        |
| 2017       | 31.747        |

## Persönlichkeiten
- Majed Abu Maraheel (1963–2024), Langstreckenläufer
- Ibrahim Abou-Nagie (* 1964), salafistischer Prediger